# Сьерро, Венсан
Венса́н Оливье́ Сьерро́ (фр. Vincent Olivier Sierro; 8 октября 1995, Сьон) — швейцарский футболист, полузащитник и капитан клуба «Тулуза» и сборной Швейцарии. Участник чемпионата Европы 2024.

## Клубная карьера
Венсан Сьерро дебютировал в Суперлиге 3 мая 2015 года за «Сьон» в матче против «Санкт-Галлена».
31 января 2017 года Сьерро подписал 4,5-летний контракт с немецким клубом «Фрайбург».
14 июля 2018 года «Санкт-Галлен» арендовал Сьерро до конца сезона 2018/19.
1 июля 2019 года Сьерро перешел в швейцарский «Янг Бойз».
23 января 2023 года Сьерро подписал 3,5-летний контракт с французским клубом «Тулуза». 29 апреля 2023 года в составе клуба выиграл Кубок Франции.

## Международная карьера
Венсан Сьерро дебютировал за сборную Швейцарии до 20 лет 11 октября 2015 года в товарищеской игре против сборной Польши.

## Достижения

### Командные
«Янг Бойз»
- Чемпион Швейцарии (2): 2019/20, 2020/21
- Обладатель Кубка Швейцарии: 2019/20

«Тулуза»
- Обладатель Кубка Франции: 2022/23